# فهرست رئیس‌جمهورهای هند

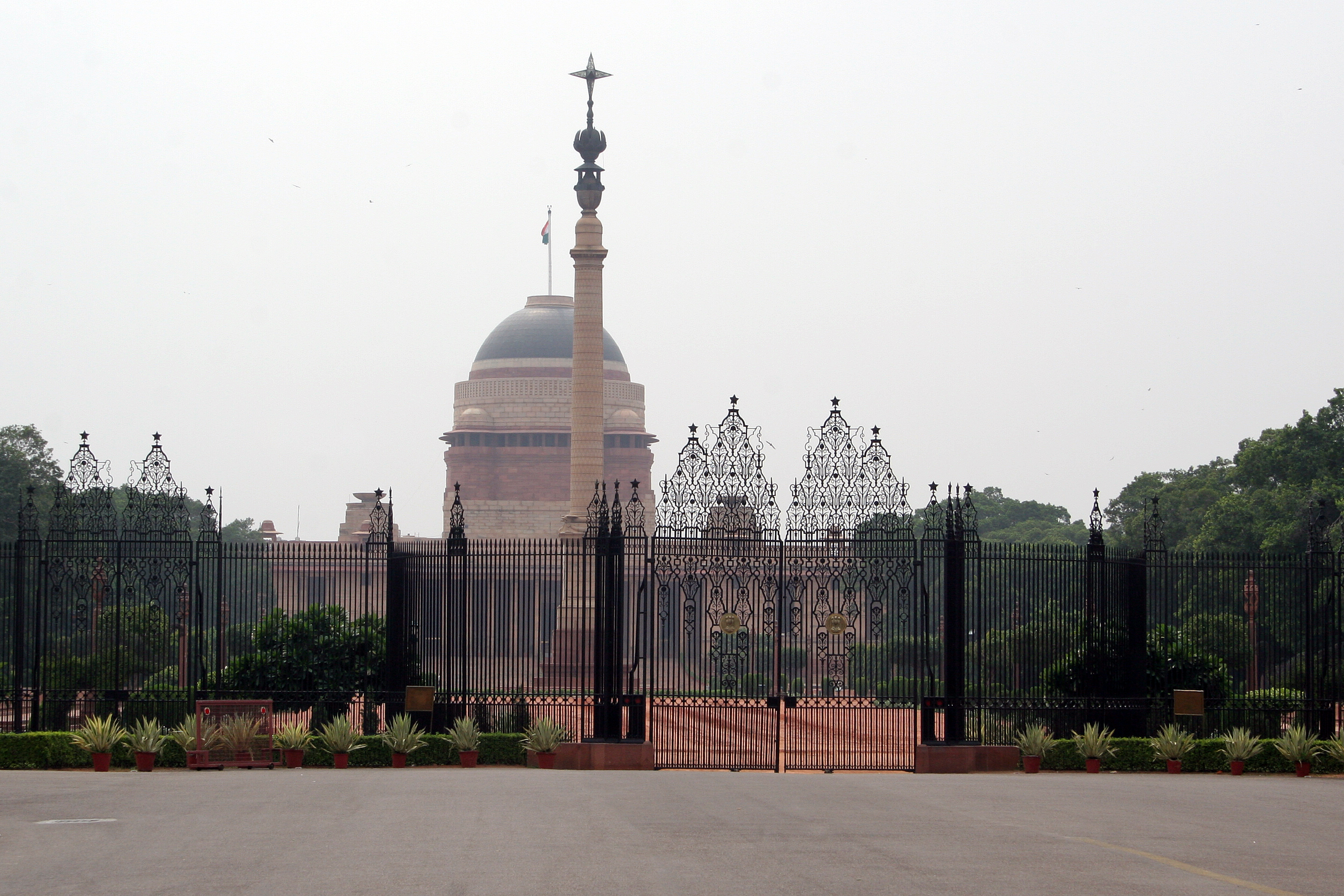
دروازه اصلی راشتراپتی بهاوان مقر رسمی رئیس‌جمهور هند

رئیس‌جمهور هند در راس دولت و نخستین شهروند کشور هند است. او همچنین فرمانده کل قوای نیروهای مسلح هند نیز هست.
- رئیس‌جمهور هند
- معاون رئیس‌جمهور هند (*)

| #  | نام                                      | تصویر | شروع مسئولیت   | پایان مسئولیت | معاون رئیس‌جمهور            | توضیحات            |  |
| -- | ---------------------------------------- | ----- | -------------- | ------------- | -------------------------- | ------------------ |  |
| ۱  | راجندرا پراساد (۱۸۸۴–۱۹۶۳)               |       | ۲۶ ژانویه ۱۹۵۰ | ۱۳ مه ۱۹۶۲    | ساروپالی رادهاکرشنن        |                    |  |
| ۲  | ساروپالی رادهاکرشنن (۱۸۸۸–۱۹۷۵)          |       | ۱۳ مه ۱۹۶۲     | ۱۳ مه ۱۹۶۷    | ذاکر حسین                  |                    |  |
| ۳  | ذاکر حسین (۱۸۹۷–۱۹۶۹)                    |       | ۱۳ مه ۱۹۶۷     | ۳ مه ۱۹۶۹     | واراگیری ونکاتاگیری        |                    |  |
| ۳  | واراگیری ونکاتاگیری * (۱۸۹۴–۱۹۸۰)        |       | ۳ مه ۱۹۶۹      | ۲۰ ژوئیه ۱۹۶۹ |                            |                    |  |
| ۳  | محمد هدایت‌الله * (۱۹۰۵–۱۹۹۲)             |       | ۲۰ ژوئیه ۱۹۶۹  | ۲۴ اوت ۱۹۶۹   |                            |                    |  |
| ۴  | واراگیری ونکاتاگیری (۱۸۹۴–۱۹۸۰)          |       | ۲۴ اوت ۱۹۶۹    | ۲۴ اوت ۱۹۷۴   | گوپال سواروپ پاتهاک        |                    |  |
| ۵  | فخرالدین علی احمد (۱۹۰۵–۱۹۷۷)            |       |                | ۲۴ اوت ۱۹۷۴   | ۱۱ فوریه ۱۹۷۷              | باساپا داناپا جاتی |  |
| ۵  | باساپا داناپا جاتی * (۱۹۱۲–۲۰۰۲)         |       | ۱۱ فوریه ۱۹۷۷  | ۲۵ ژوئیه ۱۹۷۷ |                            |                    |  |
| ۶  | نیلم سنجیوا ردی (۱۹۱۳–۱۹۹۶)              |       | ۲۵ ژوئیه ۱۹۷۷  | ۲۵ ژوئیه ۱۹۸۲ | محمد هدایت‌الله             |                    |  |
| ۷  | زیل سینگ (۱۹۱۶–۱۹۹۴)                     |       |                | ۲۵ ژوئیه ۱۹۸۲ | ۲۵ ژوئیه ۱۹۸۷              | رمسومی ونکترمن     |  |
| ۸  | رمسومی ونکترمن (۱۹۱۰–۲۰۰۹)               |       | ۲۵ ژوئیه ۱۹۸۷  | ۲۵ ژوئیه ۱۹۹۲ | شانکار دایال شارما         |                    |  |
| ۹  | شانکار دایال شارما (۱۹۱۸–۱۹۹۹)           |       | ۲۵ ژوئیه ۱۹۹۲  | ۲۵ ژوئیه ۱۹۹۷ | کچریل رامان ناریان         |                    |  |
| ۱۰ | کچریل رامان ناریان (۱۹۲۰–۲۰۰۵)           |       | ۲۵ ژوئیه ۱۹۹۷  | ۲۵ ژوئیه ۲۰۰۲ | کریشان کانت                |                    |  |
| ۱۱ | ابوبکر زین‌العابدین عبدالکلام (۱۹۳۱–۲۰۱۵) |       | ۲۵ ژوئیه ۲۰۰۲  | ۲۵ ژوئیه ۲۰۰۷ | بایرون سینگ شخاوات         |                    |  |
| ۱۲ | پراتیبا پتیل (۱۹۳۴–)                     |       | ۲۵ ژوئیه ۲۰۰۷  | ۲۵ ژوئیه ۲۰۱۲ | محمد حامد انصاری           |                    |  |
| ۱۳ | پراناب موکرجی (۱۹۳۵–۲۰۲۰)                |       | ۲۵ ژوئیه ۲۰۱۲  | ۲۵ ژوئیه ۲۰۱۷ | محمد حامد انصاری           |                    |  |
| ۱۴ | رام نات کوویند (۱۹۴۵–)                   |       | ۲۵ ژوئیه ۲۰۱۷  | ۲۵ ژوئیه ۲۰۲۲ | ونکایا نایدو               |                    |  |
| ۱۵ | دراپادی مورمو (۱۹۵۸–)                    |       | ۲۵ ژوئیه ۲۰۲۲  | تاکنون        | ونکایا نایدو جاگدیپ دانخار |                    |  |